# اوستفولد انرژی
اوستفولد انرژی (انگلیسی: Østfold Energi) شرکت دولتی خدمات برق نروژی است، که در سال ۱۹۰۰ تأسیس شد.